# Юнацька збірна Іспанії з футболу (U-16)
Юнацька збірна Іспанії з футболу (U-16) — національна футбольна збірна Іспанії, що складається із гравців віком до 16 років. Керівництво командою здійснює Королівська іспанська футбольна федерація. Збірна може брати участь у товариських і регіональних змаганнях.
Формує найближчий кадровий резерв для основної юнацької збірної, команди до 17 років, яка може кваліфікуватися на Юнацький чемпіонат Європи з футболу (U-17). До зміни формату юнацьких чемпіонатів Європи у 2001 році саме команда 16-річних функціонувала як одна з основних юнацьких збірних і була учасником відповідної континентальної юнацької першості з футболу, а до 1991 року мала право представляти країну і на чемпіонаті світу U-16.

## Виступи на міжнародних турнірах

### Юнацький чемпіонат Європи (U-16)
| Рік    | Раунд             | І   | В  | Н  | П  | Г+  | Г- |
| ------ | ----------------- | --- | -- | -- | -- | --- | -- |
| 1982   | відбірковий раунд | 4   | 2  | 0  | 2  | 8   | 6  |
| 1984   | відбірковий раунд | 6   | 4  | 0  | 2  | 12  | 3  |
| 1985   | третє місце       | 7   | 4  | 3  | 0  | 14  | 0  |
| 1986   | переможець        | 7   | 6  | 1  | 0  | 18  | 2  |
| 1987   | відбірковий раунд | 2   | 0  | 1  | 1  | 2   | 4  |
| 1988   | переможець        | 5   | 3  | 2  | 0  | 8   | 2  |
| 1989   | четверте місце    | 7   | 3  | 2  | 2  | 12  | 9  |
| 1990   | груповий етап     | 5   | 4  | 0  | 1  | 14  | 2  |
| 1991   | переможець        | 7   | 5  | 1  | 1  | 17  | 6  |
| 1992   | віце-чемпіон      | 7   | 5  | 1  | 1  | 18  | 6  |
| 1993   | чвертьфінали      | 6   | 3  | 1  | 2  | 6   | 4  |
| 1994   | груповий етап     | 7   | 5  | 1  | 1  | 18  | 7  |
| 1995   | віце-чемпіон      | 8   | 7  | 0  | 1  | 14  | 3  |
| 1996   | груповий етап     | 5   | 3  | 0  | 2  | 13  | 5  |
| 1997   | переможець        | 8   | 6  | 2  | 0  | 21  | 6  |
| 1998   | третє місце       | 8   | 4  | 2  | 2  | 10  | 7  |
| 1999   | переможець        | 8   | 8  | 0  | 0  | 26  | 2  |
| 2000   | чвертьфінали      | 6   | 4  | 0  | 2  | 15  | 6  |
| 2001   | переможець        | 8   | 6  | 1  | 1  | 16  | 3  |
| Усього | 16/19             | 121 | 82 | 18 | 21 | 262 | 83 |

### Юнацький чемпіонат світу (U-16)
| Рік    | Раунд              | І                  | В                  | Н                  | П                  | Г+                 | Г-                 |
| ------ | ------------------ | ------------------ | ------------------ | ------------------ | ------------------ | ------------------ | ------------------ |
| 1985   | не кваліфікувалася | не кваліфікувалася | не кваліфікувалася | не кваліфікувалася | не кваліфікувалася | не кваліфікувалася | не кваліфікувалася |
| 1987   | не кваліфікувалася | не кваліфікувалася | не кваліфікувалася | не кваліфікувалася | не кваліфікувалася | не кваліфікувалася | не кваліфікувалася |
| 1989   | не кваліфікувалася | не кваліфікувалася | не кваліфікувалася | не кваліфікувалася | не кваліфікувалася | не кваліфікувалася | не кваліфікувалася |
| Усього | 0/3                | 0                  | 0                  | 0                  | 0                  | 0                  | 0                  |